# فيتوت ماواسا
فيتوت ماواسا (بالفرنسية: Christ-Emmanuel Faitout Maouassa)‏ (6 يوليو 1998 بفيلبانت في فرنسا - ) هو لاعب كرة قدم فرنسي في مركز الدفاع. شارك مع منتخب فرنسا تحت 17 سنة لكرة القدم ومنتخب فرنسا تحت 18 سنة لكرة القدم. أما مع النوادي، فقد لعب مع نادي نانسي.

## وصلات خارجية
- فيتوت ماواسا على موقع الاتحاد الأوربي (الإنجليزية)
- فيتوت ماواسا على موقع إي إس بي إن إف سي (الإنجليزية)
- فيتوت ماواسا على موقع قاعدة بيانات كرة القدم.إي يو (الإنجليزية)
- فيتوت ماواسا على موقع ليكيب (الفرنسية)
- فيتوت ماواسا على موقع Soccerbase.com (لاعب) (الإنجليزية)
- فيتوت ماواسا على موقع Soccerway.com (الإنجليزية)
- فيتوت ماواسا على موقع عالم كرة القدم.نت (الإنجليزية)
- فيتوت ماواسا على موقع AS.com (الإسبانية)